# Vaguito
Vaguito es una película dramática peruana dirigida por Aléx Hidalgo y protagonizada por Julián Legaspi, Fiorella Rodríguez y Fernando Arze Echalar. Fue estrenada en cines el 18 de abril de 2024. Días después fue presentada en los Estados Unidos y Bolivia.

## Sinopsis
Vaguito, un perrito abandonado, es rescatado por Pancho, un líder íntegro de una cooperativa pesquera. Enfrentándose a una mafia de pescadores, Pancho lucha por la justicia, desencadenando una serie de eventos junto a Vaguito. Sin embargo, esta lucha lo lleva a ser traicionado en alta mar. Tras la traición, Vaguito, leal a su amigo, se niega a abandonar la playa y espera día tras día a aquel amigo que yace en las profundidades marinas, sin poder despedirse.

## Reparto

### Reparto principal
- El personaje de «Vaguito» es representado por un perro rescatado de la calle que lleva el mismo nombre;[6]
- Julián Legaspi como Pancho;
- Fernando Arze Echalar como Santino;
- Fiorella Rodríguez como Mariana.

### Reparto secundario
- Daniela Darcourt como Lola;
- Erick del Águila como Luis;
- Alex Hidalgo como Simón;
- Gina Palma como Cristel;
- Alexia Barnechea como hija de Pancho;
- Américo Zúñiga como Julio.

## Recepción
Tras finalizar su primera semana de exhibición, el filme Vaguito ocupó el tercer puesto en términos de taquilla nacional, con una audiencia de 100 000 espectadores. Posteriormente, para el 26 de abril, la cifra de asistentes había aumentado a 170 000. El 29 de abril, el número de asistentes superó los 277 000. Al finalizar su permanencia, en mayo de 2024, los asistentes llegaron a casi un millón, lo que la convirtió en la película peruana más vista en cines de 2024. Por otro lado, la película alcanzó el tercer lugar en las taquillas bolivianas.
Una particularidad de la promoción de la película es que parte de sus ingresos se destinaron a iniciativas benéficas. Sin embargo, esta medida suscitó críticas debido a la poca claridad en cuanto al dinero destinado, por lo que el director de la película reconoció posteriormente que solo se destinaría el 5 % a un albergue con el nombre del protagonista.